# Ziduri
Ziduri – wieś w Rumunii, w okręgu Buzău, w gminie Ziduri. W 2011 roku liczyła 969 mieszkańców.